# دانکه

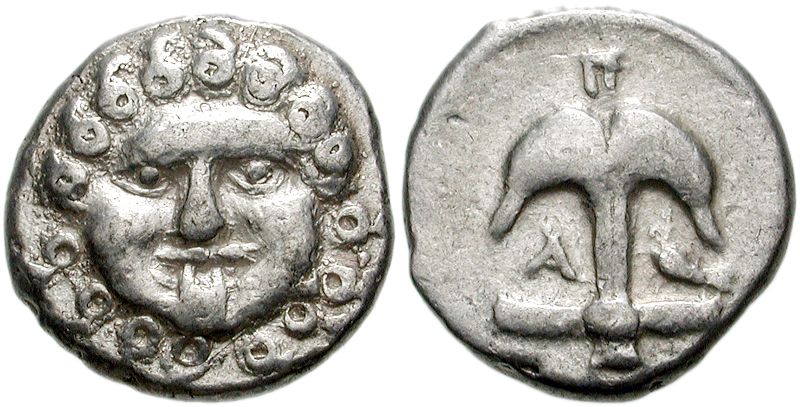
دانکه

دانکه یا دانسه (پارسی باستان: dânake)، سکه نقره‌ای کوچکی از دوره هخامنشیان بوده که معادل اوبولس یونانی است و در میان یونانیان شرقی رواج داشته‌است. بعدها توسط یونانیان در فلزات دیگری مورد استفاده قرار گرفت.
در قرن دوم، کارشناس دستور زبان، جولیوس پوکوس به آن نام دانیکه یا دانکه یا دانیکون را داد و گفت که این سکه ایرانی بوده‌است
ولی در زمان پولوکس این اظهار نظر بی‌مورد به نظر می‌رسید.

## واژه شناسی
سکه‌ای ایرانی و به احتمال از عصر هخامنشی که از جنس نقره بوده و با همین تلفظ (danake/ danace) در یونان باستان متداول بوده‌است. این نام ظاهراً با دانک/ دانه درپیوند است.